# 納珀維爾站
納珀維爾站（英語：Naperville station）位於芝加哥西郊納珀維爾市的一個小型鐵路客運站，始建於1910年。目前服務于美國國鐵長途城際列車及芝加哥通勤鐵路列車。目前該站停靠有前往昆西，洛杉磯，舊金山，奧若拉及芝加哥市區的旅客列車。

## 4·26鐵路事故
1946年4月26日中午，芝加哥，伯靈頓和昆西鐵路（CB&Q）所屬“博覽會飛行者”號（Exposition Flyer）和“先進飛行者”號（Advanced Flyer）旅客列車發生追尾事故。造成47人死亡，125人受傷。
兩次旅客列車由內燃機車牽引于中部時間當日12時35分同時從芝加哥聯合車站始發開出。“先進飛行者”號運行速度較快，故領先於“博覽會飛行者”號，“博覽會飛行者”號隨其後在同一條路軌上同向運行。當“先進飛行者”號運行至納珀維爾站時發生機械故障，臨時停車檢查。緊隨其後的“博覽會飛行者”號正以85英里每小時（約137公里每小時）速度運行。雖然“博覽會飛行者”號司機及時識別前方信號採取緊急制動措施，“博覽會飛行者”仍以約60英里每小時（約97公里每小時）的速度撞上“先進飛行者”號。
事故以後美國的大部份客運列車被限速在79英里每小時（約127公里每小時），蓬勃發展的高速列車也逐漸放緩。美國州際商業委員會強制在高速列車上安裝機車信號，自動列車停止裝置，和列車自動控制系統。

## 相關鏈接
- Amtrak - Stations - Naperville, IL
- Naperville Amtrak & Metra Station (USA Rail Guide – Train Web) （页面存档备份，存于）
- Station from Google Maps Street View

41°46′47″N 88°08′44″W / 41.7796°N 88.1455°W